# Walter Pecher
Walter Pecher (* 16. April 1925 in Sporitz; † 16. Januar 2010 in Remscheid) war ein deutscher Fußballspieler.

## Laufbahn
Gemeinsam mit seinem Bruder Friedrich Pecher (* 2. April 1927) gehörte Walter Pecher in der Saison 1951/52 dem Kader der ersten Mannschaft des 1. FC Köln an. Im Gegensatz zu seinem Bruder wurde Walter insgesamt viermal eingesetzt und erzielte dabei zwei Tore. Er debütierte am 2. September 1951 bei einem 2:0-Auswärtserfolg bei der SpVgg Erkenschwick in der damals erstklassigen Fußball-Oberliga West. Pecher stürmte im WM-System auf Linksaußen neben Mittelstürmer Günter Schemmerling und Halblinks Hans Schäfer. Es folgten weitere zwei Vorrundeneinsätze gegen Fortuna Düsseldorf (1:2) und Alemannia Aachen (1:4) im Team von Trainer Hennes Weisweiler. Am Rundenschlusstag, den 20. April 1952, zeichnete sich der Linksaußen beim 4:0-Heimerfolg gegen Preußen Münster als zweifacher Torschütze aus. Er bildete zusammen mit dem Halbstürmer Josef Röhrig den linken Flügel der „Geißbock-Elf“. Köln belegte den fünften Rang.
Die Gebrüder Pecher verließen den Verein aber schon nach einem Jahr.
In der Publikation „West-Chronik. Fußball in Westdeutschland 1952–1958.“ des DSFS werden die Brüder Pecher aber in den zwei Runden 1952/53 und 1953/54 in der 2. Liga West beim VfB Marathon Remscheid als Spieler gelistet. Für die übereinstimmende Identität spricht neben dem richtigen Geburtsdatum auch, dass Gerhard Gawliczek (* 10. Juli 1924) im Sommer 1952 ebenfalls vom 1. FC Köln zu Remscheid gewechselt war und dort 27 Ligaspiele beim Erreichen des 9. Platzes von Marathon absolviert hat. Auch der Ex-Schalker Willi Dargaschewski hat in dieser Saison für Remscheid in 15 Spielen zwei Tore erzielt. Walter Pecher hat 1952/53 für Remscheid 14 Spiele mit zwei Toren und 1953/54 nochmals 12 Zweitligaspiele absolviert.

## Vereine
- 1951–1952 1. FC Köln
- 1952–1954 Marathon Remscheid

## Statistik
- Oberliga West: 4 Spiele; 2 Tore
- 2. Liga West: 26 Spiele; 2 Tore